# Saša Rašilov (1891–1955)
Saša Rašilov, właściwie Václav Rasch (ur. 6 września 1891 w Pradze, zm. 4 maja 1955 tamże) – czeski aktor.

## Życiorys
Wyuczony na typografa (1909).
Najpierw występował w kabaretach praskich (1916–21), m.in. w lokalach Rokoko, Bum, Scena Rewolucyjna, z których przeszedł do Teatru Narodowego (1921–55) i w nim współpracował przede wszystkim z reżyserami K. H. Hilarem, J. Frejką oraz K. Dostalem.
Samorodny wszechstronny aktor, który czerpał natchnienie, doskonałość mowy i gestów z empiryzmu życiowego.

## Role teatralne
- Błazen (W. Shakespeare, Król Lear, 1929)
- Kalafuna (J.K. Tyl, Strakonický dudák, 1930)
- Argan (Moliere, Chory z urojenia, 1938)
- Rasplujew (A. V. Suchowo-Kobylin, Małżeństwo Kreczyńskiego, 1940, 1947)
- Hetman (N. V. Gogol, Rewizor, 1948)

## Filmografia
- Dobry wojak Szwejk (1931)
- Moralność ponad wszystko (1937)
- Modrý závoj (1941)
- Přijdu hned (1942)
- Rozina sebranec (1945)
- Rodinné trampoty oficiála Tříšky (1949)
- Daleka podróż (1950)
- Błysk przed świtem (1951)
- Divotvorný klobouk (1952)
- Kavárna na hlavní třídě (1953)